# Leos Carax
Alex Christophe Dupont (Suresnes, 22 de novembro de 1960), mais conhecido como Leos Carax (francês: [leɔs karaks]), é um cineasta, crítico e roteirista francês.

## Filmografia
Diretor
- Strangulation Blues (1980)
- Boy Meets Girl (1984)
- Mauvais Sang (1986)
- Les Amants du Pont-Neuf (1991)
- Sans Titre (1997)
- Pola X (1999)
- Tokyo! (2008)
- Holy Motors (2012)
- Annette (2021)

Ator
- King Lear (1987)
- The House (1997)
- The Process (2003)
- 977 (2006)
- Mister Lonely (2007)
- Holy Motors (2012)